# Торрубія-дель-Кастильйо
Торрубія-дель-Кастильйо (ісп. Torrubia del Castillo) — муніципалітет в Іспанії, у складі автономної спільноти Кастилія-Ла-Манча, у провінції Куенка. Населення — 42 особи (2010).
Муніципалітет розташований на відстані близько 150 км на південний схід від Мадрида, 49 км на південь від Куенки.

## Демографія
Динаміка населення (INE ):